# Sant German daus Fossats
Sant German dels Fossats és un municipi occità, situat al departament de l'Alier i a la regió d'Alvèrnia-Roine-Alps. L'any 2007 tenia 3.672 habitants.

## Demografia

### Població
El 2007 la població de fet de Sant German dels Fossats era de 3.672 persones. Hi havia 1.622 famílies de les quals 560 eren unipersonals (208 homes vivint sols i 352 dones vivint soles), 485 parelles sense fills, 425 parelles amb fills i 152 famílies monoparentals amb fills.
La població ha evolucionat segons el següent gràfic:
Habitants censats

### Habitatges
El 2007 hi havia 1.853 habitatges, 1.635 eren l'habitatge principal de la família, 55 eren segones residències i 163 estaven desocupats. 1.392 eren cases i 382 eren apartaments. Dels 1.635 habitatges principals, 1.000 estaven ocupats pels seus propietaris, 601 estaven llogats i ocupats pels llogaters i 34 estaven cedits a títol gratuït; 80 tenien una cambra, 119 en tenien dues, 322 en tenien tres, 549 en tenien quatre i 565 en tenien cinc o més. 1.183 habitatges disposaven pel capbaix d'una plaça de pàrquing. A 750 habitatges hi havia un automòbil i a 530 n'hi havia dos o més.

### Piràmide de població
La piràmide de població per edats i sexe el 2009 era:
| Homes | Edats   | Dones |
| ----- | ------- | ----- |
| 0     | 95 o +  | 8     |
| 2     | 90 a 94 | 27    |
| 12    | 85 a 89 | 45    |
| 37    | 80 a 84 | 51    |
| 59    | 75 a 79 | 133   |
| 72    | 70 a 74 | 118   |
| 102   | 65 a 69 | 85    |
| 96    | 60 a 64 | 100   |
| 87    | 55 a 59 | 96    |
| 124   | 50 a 54 | 140   |
| 122   | 45 a 49 | 100   |
| 119   | 40 a 44 | 128   |
| 160   | 35 a 39 | 182   |
| 113   | 30 a 34 | 125   |
| 113   | 25 a 29 | 95    |
| 79    | 20 a 24 | 108   |
| 136   | 15 a 19 | 109   |
| 110   | 10 a 14 | 97    |
| 124   | 5 a 9   | 109   |
| 93    | 0 a 4   | 89    |

## Economia
El 2007 la població en edat de treballar era de 2.272 persones, 1.532 eren actives i 740 eren inactives. De les 1.532 persones actives 1.359 estaven ocupades (712 homes i 647 dones) i 172 estaven aturades (87 homes i 85 dones). De les 740 persones inactives 257 estaven jubilades, 181 estaven estudiant i 302 estaven classificades com a «altres inactius».

### Ingressos
El 2009 a Sant German dels Fossats hi havia 1.618 unitats fiscals que integraven 3.643 persones, la mediana anual d'ingressos fiscals per persona era de 15.592 €.

### Activitats econòmiques
Dels 138 establiments que hi havia el 2007, 5 eren d'empreses extractives, 6 d'empreses alimentàries, 2 d'empreses de fabricació de material elèctric, 13 d'empreses de fabricació d'altres productes industrials, 15 d'empreses de construcció, 30 d'empreses de comerç i reparació d'automòbils, 8 d'empreses de transport, 9 d'empreses d'hostatgeria i restauració, 1 d'una empresa d'informació i comunicació, 8 d'empreses financeres, 5 d'empreses immobiliàries, 11 d'empreses de serveis, 17 d'entitats de l'administració pública i 8 d'empreses classificades com a «altres activitats de serveis».
Dels 38 establiments de servei als particulars que hi havia el 2009, 1 era una oficina d'administració d'Hisenda pública, 1 gendarmeria, 1 oficina de correu, 3 oficines bancàries, 4 tallers de reparació d'automòbils i de material agrícola, 1 autoescola, 1 paleta, 1 guixaire pintor, 6 fusteries, 5 lampisteries, 1 electricista, 4 perruqueries, 6 restaurants, 2 agències immobiliàries i 1 saló de bellesa.
Dels 15 establiments comercials que hi havia el 2009, 1 era un supermercat, 2 botiges de menys de 120 m², 2 fleques, 2 carnisseries, 2 llibreries, 2 botigues de roba, 1 una sabateria, 1 una botiga d'electrodomèstics i 2 floristeries.
L'any 2000 a Sant German dels Fossats hi havia 4 explotacions agrícoles.

## Equipaments sanitaris i escolars
El 2009 hi havia 2 farmàcies i 1 ambulància.
El 2009 hi havia 1 escola maternal i 2 escoles elementals. Saint-Germain-des-Fossés disposava d'un col·legi d'educació secundària amb 300 alumnes.

## Poblacions més properes
El següent diagrama mostra les poblacions més properes.